# Athlītikos Syllogos Edessaïkos
Il Athlītikos Syllogos Edessaïkos, in greco Αθλητικός Σύλλογος Εδεσσαϊκός, conosciuto semplicemente come Edessaïkos, è una squadra di calcio di Edessa, in Macedonia Centrale (Grecia).

## Storia
L'Edessaïkos viene fondato nel 1959 a Edessa dalla fusione di 3 squadre locali: Aris, Iraklis ed Ethnikos. È una delle squadre fondatrici della Federazione calcistica di Pella nel 1971. Il club milita nella Alpha Ethniki, la massima divisione greca, dal 1993 al 1997. Nel 2010 retrocede dalla Delta Ethniki e finisce nel Girone A1 della Lega di Pella (quinto livello nella piramide calcistica greca) ove rimane fino al 2017, quando vince il campionato e viene promosso nella Gamma Ethniki.
Il trofeo più importante conquistato è stata la Coppa dei Balcani 1993, battendo in finale i bulgari del FK Etăr (sconfitta 0-1 in trasferta e vittoria per 3-1 in casa).

## Palmarès

### Competizioni nazionali
- Gamma Ethniki: 2

1982-1983, 1988-1989

### Competizioni internazionali
- Coppa dei Balcani per club: 1

1992–1993

### Altri piazzamenti
- Coppa di Grecia:

Semifinalista: 1994–1995
- Beta Ethniki:

Terzo posto: 1991-1992

## Stadio

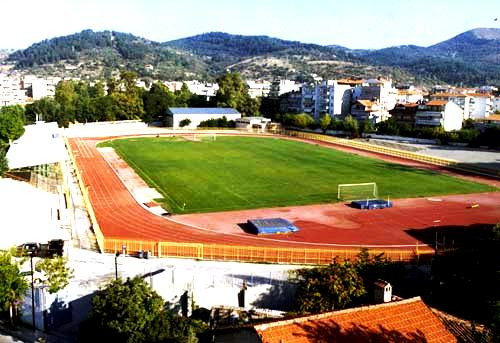
Stadio Christoforos Gentzis

Lo Stadio Comunale di Edessa è uno stadio multiuso, posto nel centro della città, con una capienza di 4000 spettatori, ma, negli anni della Alpha Ethniki, poteva ospitare 10000 persone. Dal 19 maggio 2012 si chiama Stadio Christoforos "Foris" Gentzis, in onore del giocatore del PAOK, nativo di Edessa e deceduto prematuramente.

## Tifosi
I tifosi dell'Edessaïkos non sono numerosi, ma molto appassionati, e sono i Water Boys.

## Giocatori
- Giorgos Nasiopoulos
- Hristo Kolev
- Tasos Panagiotidis